# Stinky Toys
Stinky Toys est un groupe de punk rock français, originaire de Paris. Assimilé au mouvement punk, le groupe se compose de Elli Medeiros (chant), Jacno (guitare), Bruno Carone (guitare), Albin Dériat (basse) et Hervé Zénouda (batterie). 
Stinky Toys est formé en 1976 à Paris. Le nom du groupe, qui signifie « Les jouets puants », est un jeu de mots sur Dinky Toys, la célèbre marque de voitures miniatures des années soixante. Le groupe se sépare en 1979.
Les Stinky Toys se différencient du punk rock par un rock plus nonchalant, voire dandy et un look sage et coloré, inspiré du début des années 1960. Le groupe se réclame — par provocation — d'artistes telles que France Gall ou Françoise Hardy mais le style de Jacno, guitariste mais pas seulement, est plus proche de Keith Richards ou Pete Townshend.

## Historique
Ils donnent un de leurs premiers concerts à La Pizza du Marais, le 4 juillet 1976. À l'automne suivant, invités par Malcolm McLaren (le manager des Sex Pistols), ils ont l'occasion de participer au premier festival punk londonien au 100 Club. Si l'expérience de ce concert s'avère décevante et l'ambiance détestable — Jacno refusant de se revendiquer ou de se laisser assimiler aux punks, ne souhaite pas, par exemple, jouer au Gibus — la photo du groupe, avec Elli Medeiros en gros plan, fait la une du magazine Melody Maker deux semaines plus tard. Cette notoriété soudaine leur permet d'être signés par Polydor et de sortir un premier 45 tours : Boozy Creed. 
Leur premier album, l'homonyme Stinky Toys, est enregistré dans la foulée et sort en 1977. L'album n'est pas très bien accueilli par la presse spécialisée internationale,. 
L'une de leurs chansons, intitulée Lonely Lovers, est adaptée en français, puis reprise, avec succès, par Lio sous le titre Amoureux solitaires. 
Malgré un soutien certain de la presse locale rock de l'époque, dont celui d'Alain Pacadis (via ses chroniques dans Libération), les Toys vendent peu de disques et se séparent en 1979 — finissant par se lasser de la scène et des tournées — après la sortie du second album, également intitulé Stinky Toys. 
Elli Medeiros et Jacno forment dès lors le duo Elli et Jacno, résolument plus pop.
Elli est choisie par Dev Hynes pour son « Fantasy Band » en 2008.

## Discographie

### 45 tours
- 1977 : Boozy Creed / Driver Blues (Polydor)